# Протесты в Дублине (2023)
Протесты в Дублине (Ирландия) прошли 23—24 ноября 2023 года в после нападения на прохожих и детей около одной из городских школ.

## Предпосылки
Начиная с 2000-х годов, иммиграция в Ирландию усилилась, но обычно не вызывала недовольства граждан. В 2022—2023 годах начался резкий рост количества просителей убежища и беженцев, с размещением которых государство плохо справлялось. Вкупе с ростом цен на жильё и проблемами в области здравоохранения это привело к возмущению ирландцев. Так как основная националистическая партия Ирландии, Шинн Фейн, одобряла иммиграцию, активизировались ультраправые силы.
Днем иммигрант из Алжира, проживший в Ирландии более 20 лет, совершил нападение на прохожих около одной из школ и нанес ножевые ранения пяти людям — одной женщине, одному мужчине и трем маленьким детям — прежде чем несколько местных жителей попытались вмешаться. Сообщается, что подозреваемый госпитализирован в дублинскую больницу Mater, где жертвы также проходят лечение от серьезных травм.

## Ход событий
После распространения информации о нападении, 23 ноября в Дублине вспыхнули протесты против мигрантов. Митингующие требуют ужесточить правила въезда в Ирландию и разобраться с принимаемыми беженцами. Ближе к вечеру начались столкновения с стражами правопорядка, протестующие подожгли автомобиль полиции.
Беспорядки продолжались приблизительно до полуночи.
В ночь с 23 на 24 ноября протестующие подожгли отель Holiday Inn Express, в котором, по слухам, размещались беженцы из арабских стран. Сотрудники правоохранительных органов перекрыли центральные улицы города.

## Реакция
Полиция заявила, что хулиганская группировка, движимая ультраправой идеологией, стоит за организацией протеста в Дублине.
Премьер-министр (тишех) Лео Варадкар сказал, что был «шокирован» нападением, и похвалил аварийные службы за то, что они отреагировали «очень быстро». Также он оценил ущерб в миллионы евро.

## Последствия
Всего в ходе беспорядков пострадало 28 транспортных средств (включая трамвайный вагон) и 66 бизнесов.
25 ноября власти сообщили, что ущерб от беспорядков составил десятки миллионов евро, производится устранение последствий и правоохранители продолжают задерживать участников погромов.
На пресс-конференции комиссар полиции Дрю Харрис сказал, что, хотя расследование находится на ранней стадии, они «убедились из наших запросов, что нет никакой деятельности, связанной с терроризмом, или связанных с какими-либо более широкими аспектами в связи с этим вопросом». После беспорядков полиция заявила, что им не было известно о каких-либо серьезных травмах, полученных в результате акции.
Вечером полиция провела серию упреждающих арестов, чтобы не допустить повторения беспорядков.
В ноябре 2024 года полиция опубликовала фотографии 99 человек, запечатлённых на камерах видеонаблюдения, которых хотят вызвать для дачи показаний. На конец 2024 года 57 человек, связанных с беспорядками, были задержаны, 53 из них предъявили обвинения.